# Augusto - Il primo imperatore
Augusto - Il primo imperatore è una miniserie televisiva italiana che narra la vita di Augusto, il primo imperatore romano. La fiction è co-prodotta da Rai Fiction, Lux Vide, Eos, Rai Trade e Quinta Communications, e fa parte del progetto "Imperium". È stata trasmessa in prima visione TV il 30 novembre 2003 e il 1º dicembre 2003 su Rai 1.

## Trama
Roma, 12 a.C. Marco Agrippa, grande generale e brillante architetto romano, genero di Augusto (che, contro la volontà di lei, ha dato in sposa la propria figlia Giulia all'amico e coetaneo, suo fedele braccio destro) e suo erede al governo dell'Impero di Roma, muore per una febbre improvvisa mentre torna a casa. L'imperatore è assolutamente disperato perché, con la sua morte, si apre per lui ancora una volta lo spinoso problema della successione dinastica. Proprio il giorno in cui apprende la luttuosa notizia, Augusto subisce un attentato segretamente gestito dal giovane senatore Iullo Antonio, figlio del suo antico e defunto rivale, Marco Antonio. Il sicario fallisce nel suo intento, poiché l'imperatore è protetto da un pettorale di cuoio, e viene ucciso dal popolo inferocito prima di poter essere arrestato e interrogato.
Giulia, unica figlia di Augusto, intende sposare proprio Iullo, ma il padre si rivela fermamente contrario. L'ambiziosa e cinica Livia, moglie di Augusto, convince il marito, suo malgrado, a combinare un matrimonio, ancora una volta coatto, tra la figlia di lui con l'abile generale Tiberio, il figlio di lei. L'imperatore pensa di fare del nuovo genero un tutore per i due figli di Giulia, loro reggente finché non raggiungeranno la maggiore età. Per convincere la figlia ad accettare le nozze, il regnante le racconta di quando, trent'anni prima, era partito dalla cittadella di campagna Velletri, dove viveva con madre e sorella, per recarsi a Munda, dove l'eroico e leggendario prozio Giulio Cesare si stava apprestando a combattere lo scontro finale con Gneo Pompeo terminando così una lunga e ormai ingombrante guerra civile, e di quando si imbatté in Roma per la prima volta, vedendo come l'avidità dei nobili e dei senatori la stessero divorando giorno per giorno.
In un secondo momento, Augusto porta la figlia al tempio dedicato al culto di Cesare, e le racconta gli avvenimenti accaduti appena tornati a Roma, quando lui e il grande dittatore si erano dedicati operosamente al governo dell'Urbe, finché, da un giorno all'altro, il prozio lo mandò ad Apollonia, in Grecia, dopo aver intuito che si stavano per compiere pericolosi intrighi politici. Dopo un mese di addestramento, infatti, il giovane apprese dell'assassinio di Cesare, appena nominato dittatore a vita con poteri assoluti. Tornato a Roma, il giovane Ottaviano prese i contatti con Marco Antonio e, soprattutto, con il grande e illustre avvocato Cicerone: il primo intendeva ricoprire il vuoto politico lasciato da Cesare, mentre l'altro desiderava eliminare Marco Antonio per raggiungere lo stesso obiettivo.
Dopo aver allontanato Marco Antonio da Roma per cacciare i cesaricidi, il giovane poté frenare le manovre di Cicerone con un colpo di Stato, e rafforzò la propria posizione rappacificandosi con Marco Antonio e con Lepido, uomini con cui compilò le famigerate liste di proscrizione tramite le quali i triumviri ripulirono ogni cenno di opposizione sociopolitica in Roma. Giulia e Tiberio infine, si sposano, ma Augusto allontana bruscamente il nuovo genero affidandogli una spedizione militare contro i Germani, che premono lungo i confini settentrionali per saccheggiare le colonie romane. Alla figlia infuriata per questo matrimonio sgradito, l'imperatore prosegue a raccontare la propria vita.
Una volta uccisi Bruto e Cassio, appoggiati dal senatore Decimo dopo la vittoria di Filippi, spartì con Antonio e Lepido l'impero: Marco Antonio ebbe l'Oriente, Lepido l'Africa e lui Roma. In quel momento, il giovane di Velletri parve più svantaggiato, poiché l'Urbe, sebbene fosse la capitale, era la zona più disastrata per via delle guerre civili appena terminate. In seguito alle pressioni di Cleopatra, di cui era innamorato, Marco Antonio mosse guerra a Ottaviano in Italia, ma i soldati si rifiutarono di combattere, e Ottavio, con abile senso politico, legò a sé il chiassoso triumviro imponendogli in sposa la propria sorella Ottavia minore, come segno di duratura alleanza.
La figlia Giulia, con il tempo, è sempre più scontenta del marito e sovente va a letto con l'amante Iullo Antonio, che, per vendicare il padre, medita ulteriori attentati alla vita dell'imperatore. Prosegue il racconto di Augusto alla figlia: quando Marco Antonio ripudiò Ottavia per unirsi alla tortuosa regina Cleopatra, Ottaviano convinse il Senato romano a dichiarare guerra all'Egitto, e bollare, quindi, Marco Antonio come nemico della Repubblica. Dopo la vittoria di Azio da parte di Ottaviano, per merito di Agrippa, Marco Antonio e Cleopatra si uccisero: lui con un colpo di spada e lei con il morso di un aspide. Rimasto l'unico signore di Roma, Ottaviano ne divenne imperatore con il nome di Augusto. Augusto non riesce a ottenere comprensione da parte della figlia, vara una nuova legislazione sotto l'approvazione del Senato, per mezzo della quale spera di moralizzare la vita dei cittadini di Roma, soprattutto in tema di matrimonio. Tali decreti prevedono perfino l'esilio da Roma per chiunque sia condannato per adulterio.
Iullo Antonio si intrufola nel palazzo imperiale con l'aiuto "inconsapevole" di Giulia, e tenta nuovamente di uccidere Augusto, mentre questi si prepara a un bagno curativo sotto la tutela del suo medico di fiducia; viene fermato e arrestato a seguito del pronto intervento di Tiberio, appena tornato dal confine settentrionale, che poco prima aveva appena riferito del complotto alla madre Livia. Il giovane senatore, per sfuggire alla condanna, si suicida, e Giulia viene mandata in esilio. Alla morte dei due giovani figli di Giulia e di Agrippa, Gaio e Lucio, che aveva designato come propri eredi, Augusto nomina Tiberio suo successore, molto malvolentieri poiché ha di lui una pessima opinione, e muore a Nola nel 14 d.C.

## La serieImperium
La serie Imperium è composta da cinque miniserie televisive:
- Augusto - Il primo imperatore, regia di Roger Young (2003);
- Nerone (miniserie televisiva), regia di Paul Marcus (2004);
- San Pietro (miniserie televisiva), regia di Giulio Base (2005);
- Pompei (miniserie televisiva), regia di Giulio Base (2007);
- Sant'Agostino (miniserie televisiva), regia di Christian Duguay (2010)